# Ministère fédéral des Transports (Allemagne)
Pour les articles homonymes, voir Ministère fédéral des Transports.

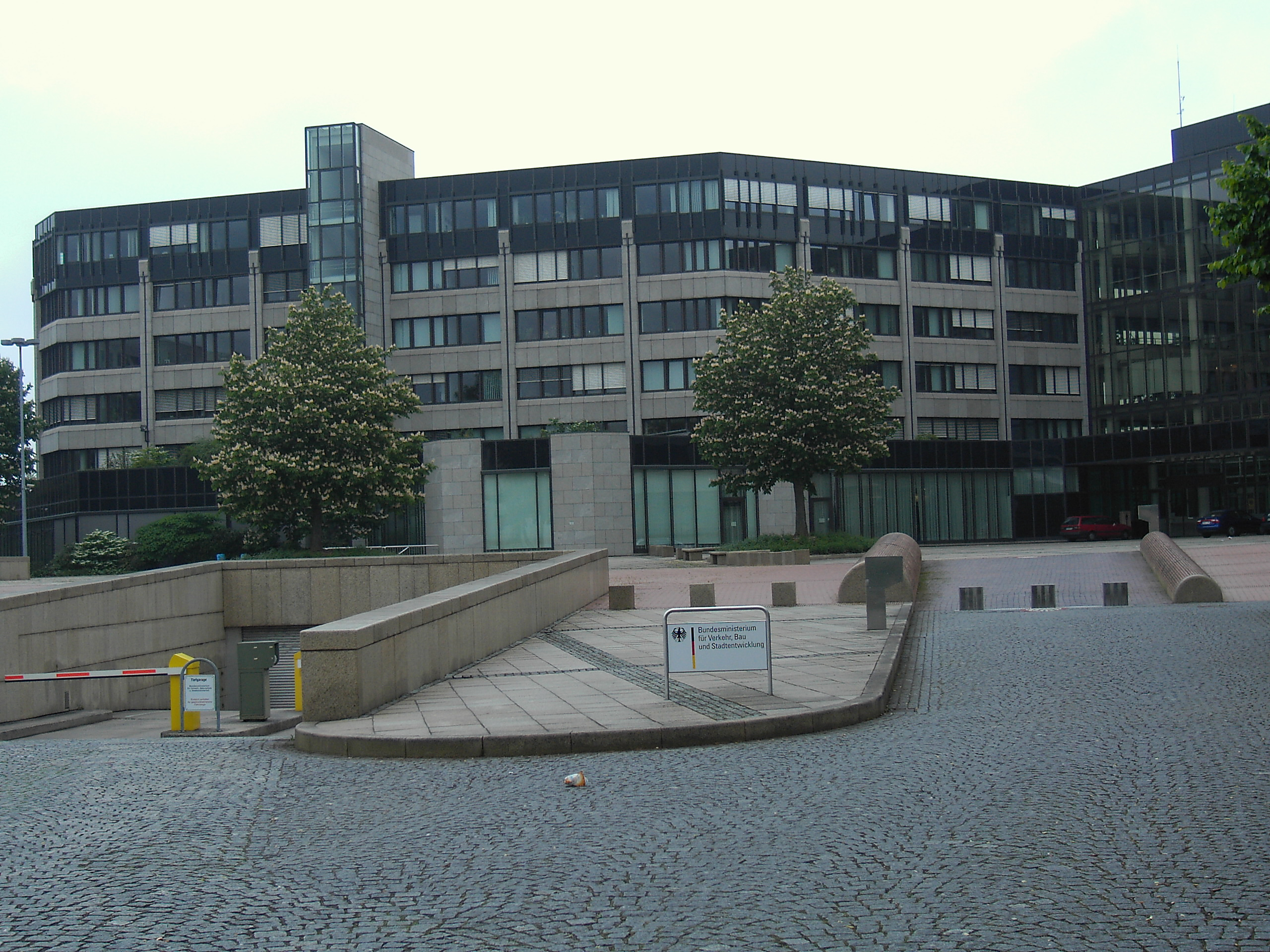
Siège secondaire du ministère à [https://bmdv.bund.de/DE/Ministerium/Anfahrt-Adressen/anfahrt-adressen.html Bonn

Le ministère fédéral du Numérique et des Transports (BMDV) est une autorité fédérale suprême de la République fédérale d'Allemagne. Il a son siège principal à Berlin, son deuxième bureau - plus étoffé - dans la ville fédérale de Bonn.
Le ministre fédéral du numérique et des transports est à sa tête ; dans le cabinet Merz, il s'agit de Patrick Schnieder (CDU). Il est assisté dans ses tâches par trois secrétaires d'État parlementaires (chacun membre du Bundestag allemand) et trois secrétaires d'État fonctionnaires.
Le ministère emploie environ 1245 personnes, dont 693 à Bonn, 552 à Berlin et jusqu'à 15 à l'étranger. Le ministère est subordonné à 44 administrations qui emploient environ 23 500 personnes.

## Mission
Le ministère est responsable de toutes les compétences de la fédération en matière de transport et de construction :
- des autoroutes, des voies ferrées et navigables ;
- de l’urbanisation, du développement urbain, de l’aménagement du territoire ;
- de l’innovation techniques dans ces domaines, par exemple les systèmes de positionnement par satellites, les nouveaux carburants et modes de propulsion, l’économie d’énergie.

## Organisation
Le ministère est une administration fédérale suprême et est organisé en huit sections :
- section Z : Section centrale ;
- section A : Section des questions fondamentales ;
- section EW : Chemin de fer, voies navigables ;
- section LS : Aviation, astronautique, navigation ;
- section S : Construction des routes, Circulation routière ;
- section AR : Construction à l’Est, développement territorial et politique en matière de structures économiques ;
- section SW : Urbanisation, logement ;
- section B : Génie civil, industrie du bâtiment, bâtiments de la Fédération.

Le budget fédéral attribue au ministère 24,606 milliards d’euros pour 2007.
Le ministre est assisté de trois secrétaires d’État parlementaires et de deux secrétaires d’État. Il occupe également les fonctions de délégué du Gouvernement fédéral pour les nouveaux Länder (Beauftragte der Bundesregierung für die neuen Bundesländer), un poste attaché à la chancellerie jusqu’en 2002 ; et de délégué du Gouvernement fédéral pour le déménagement à Berlin et le rééquilibrage avec Bonn (Beauftragte der Bundesregierung Umzug Berlin/Ausgleich Bonn).
Le ministère est le premier investisseur du gouvernement fédéral.
Dans les services du ministère travaillent environ 1 600 personnes. Le siège principal du ministère est à Berlin, au nº 44 de l’Invalidenstraße ; il dispose d’un siège secondaire, avec plus d’employés, à Bonn, au nº 1 de la Robert-Schuman-Platz.

## Histoire
Le ministère fédéral des Transports a été créé en 1949. Entre 1949 et 1960, il se trouvait à Bonn dans le bâtiment de la Chambre d'agriculture de Rhénanie, puis jusqu'en 1974 dans le bâtiment des caisses d'épargne de la Friedensplatz de Bonn, et à partir de 1951 également sur la Viktorshöhe de Bad Godesberg. Au fil des années, le ministère a eu plus de 28 adresses et en 1976, il était réparti sur sept sites différents. De 1979 à 1989, le ministère se trouvait au 64-70 de la Kennedyallee à Bonn.
À partir de 1989, le ministère fédéral des Transports avait son siège sur la Robert-Schuman-Platz dans le quartier Hochkreuz de Bonn, dans un nouveau bâtiment construit de 1986 à 1989 à côté de l'ancien ministère fédéral des Postes et Télécommunications. En mai 1980, les architectes munichois Wilhelm Deiß et Heribert Bargou ont remporté le concours de réalisation avec leur projet de bâtiment. La planification de l'exécution et la direction des travaux ont été confiées en 1985 au bureau Eller Meier Walter de Düsseldorf.
Depuis le déménagement du gouvernement de Bonn à Berlin en 1999, le bâtiment abrite le deuxième siège administratif du ministère. Le premier siège administratif se trouve depuis lors à Berlin, Invalidenstraße 44, dans un bâtiment construit par August Tiede en 1878 pour l'Institut géologique prussien et agrandi en deux phases de construction selon les plans de l'architecte suisse Max Dudler. Dans la salle centrale de l'ancien bâtiment, la Erich-Klausener-Saal, l'installation spatiale Verspiegeltes Planetensystem de l'artiste Rebecca Horn a trouvé sa place en tant qu'art dans le bâtiment.
Le 3 octobre 1990, le ministère des Transports de la République démocratique allemande a été intégré au ministère fédéral dans le cadre de la réunification allemande.
Le décret organisationnel du chancelier fédéral du 27 octobre 1998 a fusionné le ministère fédéral des Transports et le ministère fédéral de l'Aménagement du territoire, de la Construction et de l'Urbanisme pour former le ministère fédéral des Transports, de la Construction et du Logement (BMVBW), rebaptisé ministère fédéral des Transports, de la Construction et du Développement urbain (BMVBS) en 2005. Avec la formation du cabinet Merkel III, le ministère a été rebaptisé ministère fédéral des Transports et de l'Infrastructure numérique (BMVI) par le décret organisationnel de la chancelière fédérale du 17 décembre 2013. Parallèlement, le secteur de la construction, y compris le développement urbain, a été rattaché au ministère fédéral de l'Environnement, de la Protection de la nature, de la Construction et de la Sécurité nucléaire, puis, en mars 2018, au ministère fédéral de l'Intérieur, de la Construction et de la Patrie (BMI).
Après la nomination du chancelier fédéral Olaf Scholz le 8 décembre 2021, celui-ci a ordonné le même jour, par décret organisationnel, que le ministère fédéral des Transports et de l'Infrastructure numérique prenne le nom de ministère fédéral du Numérique et des Transports. Parallèlement, le BMDV s'est vu confier la compétence en matière de télécommunications, y compris la surveillance technique et juridique de l'Agence fédérale des réseaux, à l'exclusion des compétences dans le domaine de la poste, ainsi que les compétences en matière de politique numérique nationale, européenne et internationale, à l'exclusion des compétences en matière de start-ups.

## Liste des ministres

### Aménagement du territoire
| Nom                                                                                           | Nom                     | Dates du mandat | Dates du mandat | Parti   | Cabinet(s)                     |
| --------------------------------------------------------------------------------------------- | ----------------------- | --------------- | --------------- | ------- | ------------------------------ |
|                                                                                               | Eberhard Wildermuth     | 20/09/1949      | 09/03/1952      | FDP     | Adenauer I                     |
|                                                                                               | Fritz Neumayer          | 19/07/1952      | 20/10/1953      | FDP     | Adenauer I                     |
|                                                                                               | Victor-Emanuel Preusker | 20/10/1953      | 29/10/1957      | FDP/FVP | Adenauer II                    |
|                                                                                               | Paul Lücke              | 29/10/1957      | 26/10/1965      | CDU     | Adenauer III, IV et V Erhard I |
|                                                                                               | Ewald Bucher            | 26/10/1965      | 28/10/1966      | FDP     | Erhard II                      |
|                                                                                               | Bruno Heck (intérim)    | 28/10/1966      | 30/11/1966      | CDU     | Erhard II                      |
|                                                                                               | Lauritz Lauritzen       | 01/12/1966      | 15/12/1972      | SPD     | Kiesinger Brandt I             |
|                                                                                               | Hans-Jochen Vogel       | 15/12/1972      | 07/05/1974      | SPD     | Brandt II                      |
|                                                                                               | Karl Ravens             | 16/05/1974      | 16/02/1978      | SPD     | Schmidt I et II                |
|                                                                                               | Dieter Haack            | 16/02/1978      | 01/10/1982      | SPD     | Schmidt II et III              |
|                                                                                               | Oscar Schneider         | 04/10/1982      | 21/04/1989      | CSU     | Kohl I, II et III              |
|                                                                                               | Gerda Hasselfeldt       | 21/04/1989      | 18/01/1991      | CSU     | Kohl III                       |
|                                                                                               | Irmgard Schwaetzer      | 18/01/1991      | 17/11/1994      | FDP     | Kohl IV                        |
|                                                                                               | Klaus Töpfer            | 17/11/1994      | 14/01/1998      | CDU     | Kohl V                         |
|                                                                                               | Eduard Oswald           | 14/01/1998      | 26/10/1998      | CSU     | Kohl V                         |
| Titre du portefeuille : - 1972-1998 : Aménagement du territoire, Travaux publics et Urbanisme |                         |                 |                 |         |                                |

### Transports
| Nom                                                | Nom                         | Dates du mandat | Dates du mandat | Parti  | Cabinet(s)                                  |
| -------------------------------------------------- | --------------------------- | --------------- | --------------- | ------ | ------------------------------------------- |
|                                                    | Hans-Christoph Seebohm      | 20/09/1949      | 30/11/1966      | DP/CDU | Adenauer I, II, III, IV et V Erhard I et II |
|                                                    | Georg Leber                 | 01/12/1966      | 07/07/1972      | SPD    | Kiesinger, Brandt I                         |
|                                                    | Lauritz Lauritzen           | 07/07/1972      | 07/05/1974      | SPD    | Brandt I et II                              |
|                                                    | Kurt Gscheidle              | 16/05/1974      | 04/11/1980      | SPD    | Schmidt I et II                             |
|                                                    | Volker Hauff                | 06/11/1980      | 01/10/1982      | SPD    | Schmidt III                                 |
|                                                    | Werner Dollinger            | 04/10/1982      | 11/03/1987      | CSU    | Kohl I et II                                |
|                                                    | Jürgen Warnke               | 12/03/1987      | 21/04/1989      | CSU    | Kohl III                                    |
|                                                    | Friedrich Zimmermann        | 21/04/1989      | 1991            | CSU    | Kohl III                                    |
|                                                    | Günther Krause              | 18/01/1991      | 13/05/1993      | CDU    | Kohl IV                                     |
|                                                    | Matthias Wissmann           | 13/05/1993      | 17/11/1998      | CDU    | Kohl IV et V                                |
|                                                    | Alexander Dobrindt          | 17/12/2013      | 24/10/2017      | CSU    | Merkel III                                  |
|                                                    | Christian Schmidt (intérim) | 24/10/2017      | 14/03/2018      | CSU    | Merkel III                                  |
|                                                    | Andreas Scheuer             | 14/03/2018      | 08/12/2021      | CSU    | Merkel IV                                   |
|                                                    | Volker Wissing              | 08/12/2021      | 06/05/2025      | FDP    | Scholz                                      |
|                                                    | Patrick Schnieder           | 06/05/2025      | En fonction     | CDU    | Merz                                        |
| Titre du portefeuille : - Depuis 2025 : Transports |                             |                 |                 |        |                                             |

### Transports et Travaux publics
| Nom                                                                                       | Nom                | Dates du mandat | Dates du mandat | Parti | Cabinet(s)  |
| ----------------------------------------------------------------------------------------- | ------------------ | --------------- | --------------- | ----- | ----------- |
|                                                                                           | Franz Müntefering  | 27/10/1998      | 29/09/1999      | SPD   | Schröder I  |
|                                                                                           | Reinhard Klimmt    | 29/09/1999      | 16/11/2000      | SPD   | Schröder I  |
|                                                                                           | Kurt Bodewig       | 20/11/2000      | 22/10/2002      | SPD   | Schröder I  |
|                                                                                           | Manfred Stolpe     | 22/10/2002      | 18/10/2005      | SPD   | Schröder II |
|                                                                                           | Wolfgang Tiefensee | 22/11/2005      | 27/10/2009      | SPD   | Merkel I    |
|                                                                                           | Peter Ramsauer     | 28/10/2009      | 17/12/2013      | CSU   | Merkel II   |
| Titre du portefeuille : - 2005-2013 : Transports, Travaux publics et Développement urbain |                    |                 |                 |       |             |